# Glitnir (banque)
Glitnir était une banque islandaise. Elle a été créée, sous le nom Íslandsbanki, par la fusion de trois banques privées (Alþýðubanki, Verzlunarbanki et Iðnaðarbanki) et d'une banque publique (Útvegsbanki) en 1990. À ce moment, Íslandsbanki était la seule importante banque commerciale privée. Elle fut listée à la bourse d'Islande en 1993.
Le 20 février 2009, à la suite de la crise financière, la banque reprit son ancien nom Íslandsbanki.
Deux des dirigeants en poste avant la crise financière de 2008 ont été condamnés en 2012 à de la prison ferme (trois mois) pour avoir engagé la banque au-delà de ce qui était permis en faisant un prêt de 102 millions d'euros à une entreprise en difficulté, entreprise qui était actionnaire de la banque. Ce prêt a fait perdre 53 millions d'euros à la banque, qui s'est ensuite retrouvée au bord de la banqueroute et a été nationalisée. Le prêt en question devait servir à rembourser un emprunt contracté auprès de la banque Morgan Stanley,.